# SN 2011ep
SN 2011ep – supernowa typu Ic odkryta 14 kwietnia 2011 roku w galaktyce A170341+3245. W momencie odkrycia miała maksymalną jasność 19,00m.